# Antoniazzo Romano

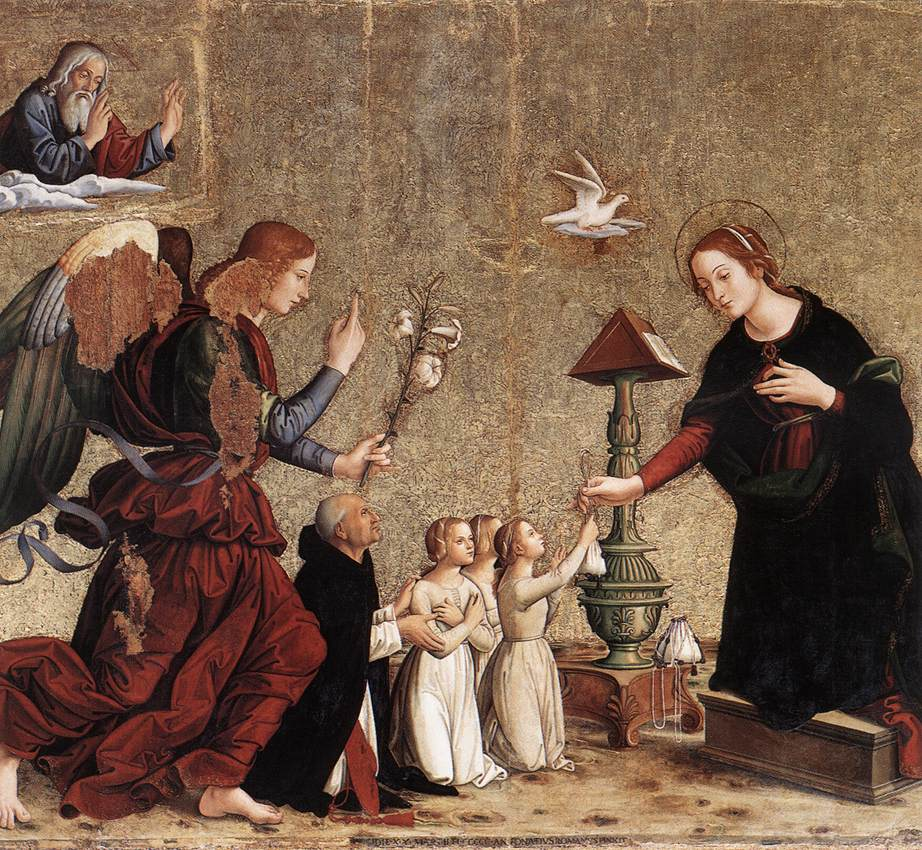
Bebådelsen (1485). Santa Maria sopra Minerva, Rom.

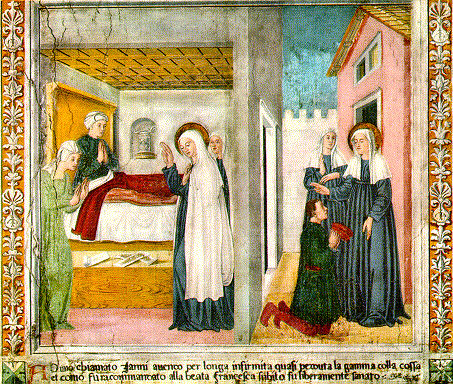
Sankta Franciska botar en man med ett infekterat ben (1468). Monastero di Tor de' Specchi, Rom.

Antoniazzo Romano, egentligen Antoniazzo di Benedetto Aquili, född cirka 1430 i Rom, död 1508 i Rom, var en italiensk målare under ungrenässansen.
Antoniazzo var influerad av Fra Angelicos och Benozzo Gozzolis måleri. Han samarbetade med Domenico Ghirlandaio och Melozzo da Forlì vid utsmyckningen av Vatikanbiblioteket 1475–1481.
Antoniazzo har smyckat flera av Roms kyrkor med fresker, bland annat Bebådelsen (1485) i Santa Maria sopra Minerva och Korsnedtagandet (cirka 1490) i Sant'Ambrogio della Massima. 1468 utförde Antoniazzo och hans medhjälpare i klostret Tor de' Specchi nedanför Capitolium en serie fresker med scener ur sankta Francesca Romanas liv.

## Verk i Rom (urval)
- Madonnan och Barnet med helgon och donatorer (cirka 1460) – Cappella di Sant'Agnese, Almo Collegio Capranica
- Scener ur Sankta Franciskas liv (1468) – Monastero di Tor de' Specchi
- Madonnan och Barnet (cirka 1470) – San Nicola in Carcere
- Madonnan och Barnet (1476) – Oratorio di Santa Maria del Buon Aiuto
- Ärkeängeln Mikael uppenbarar sig för biskop Aubert av Avranches (1483) – Santi XII Apostoli
- Bebådelsen (1485) – Santa Maria sopra Minerva
- Korsnedtagandet (cirka 1490) – Sant'Ambrogio della Massima

## Bilder

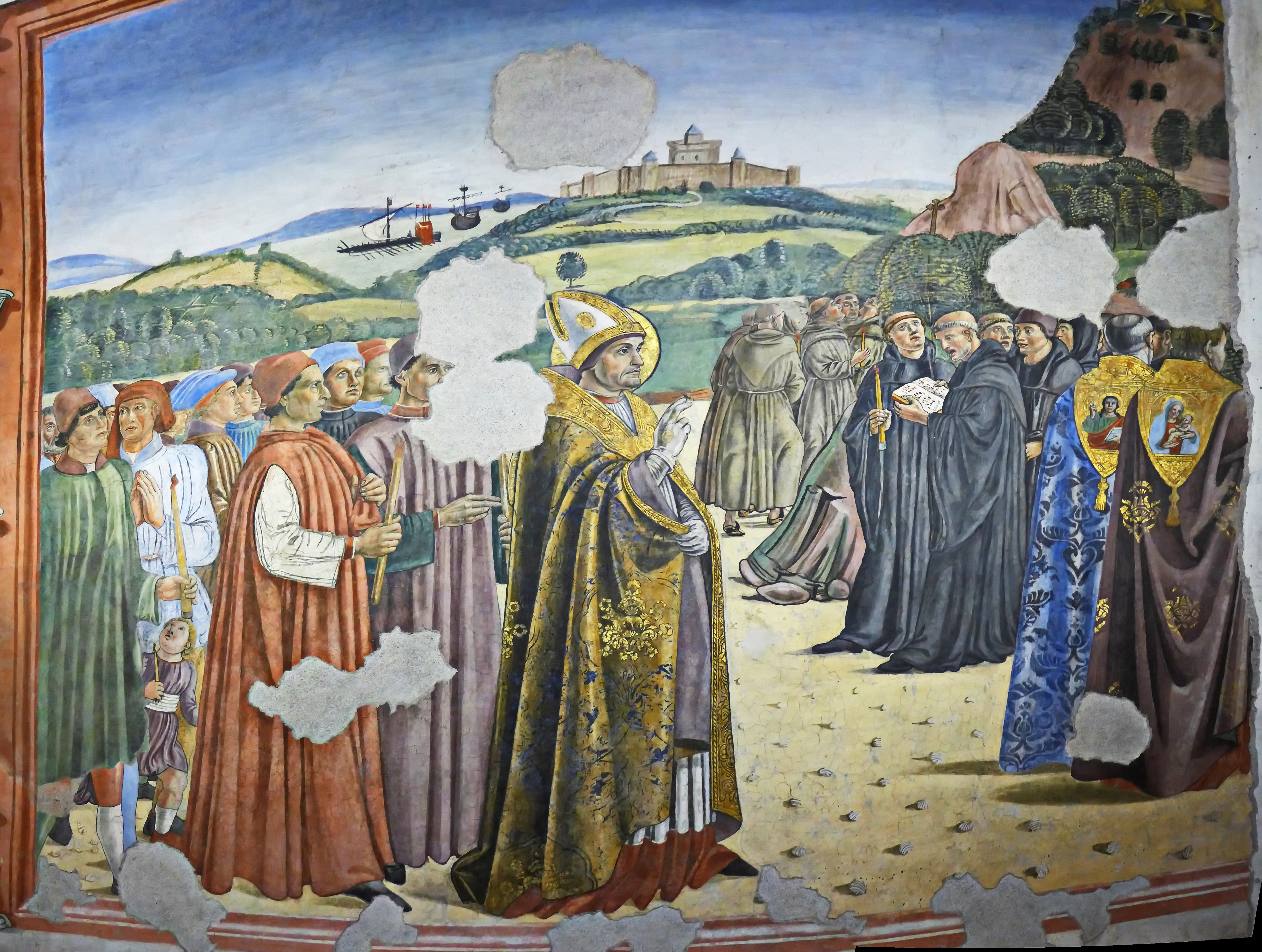
Ärkeängeln Mikael uppenbarar sig för biskop Aubert av Avranches.